# Тернопільська загальноосвітня школа № 14 імені Богдана Лепкого
Тернопільська загальноосвітня школа І-ІІІ ступенів № 14 імені Богдана Лепкого — середній освітній комунальний навчальний заклад зі спортивним та філологічним профілем й українською мовою навчання Тернопільської міської ради. Школа названа на честь українського поета, прозаїка, літературознавця, публіциста, громадсько-культурного діяча Богдана Лепкого.

## Історія

### Заснування, перші роки
У 1967 році в Тернопільську школу-інтернат № 1 на посаду директора з м. Збаража переведений Микола Васильович Складанюк. У 1969 році з м. Кременця у Тернопіль переїжджає педагогічний інститут у приміщення школи-інтернату, а педагогічний колектив школи переходить працювати в новозбудовану школу на масиві «Східний», яка отримала номер 14. Приміщення будувалося швидкими темпами протягом 7 місяців і залишилося зі значними недоробками, тому педагоги разом з батьками учнів, яких тоді було близько 800, недоробки будівельників мусіли виправляти самі. Внутрішні роботи виконували цілий рік, оздобили стіни, покрили паркетом підлогу. На місці величезної ями перед школою, землю з якої вивозили для будівництва дороги на вул. Слівенській, використали під будівництво спортивного комплексу школи.
У 1979 році в це приміщення перевели російськомовну школу № 10, а учнівський та педагогічний колективи 14-ї школи перейши до новозбудованого приміщення на вулиці Хмельницького, 12а (нині вул. Клима Савура, 1). Вдруге колектив школи доробляв самотужки приміщення, яке збудували всього за 5 місяців.
На базі школи проводилися заняття республіканських і обласних курсів підвищення кваліфікації вчителів фізичної культури. Постійно проходять педагогічну практику студенти факультету фізичного виховання Тернопільського державного педагогічного університету імені Володимира Гнатюка.
У 1989 році середню школу № 14 очолив Олег Тернопільський. На той час у школі навчалося більше 2100 учнів.

### У незалежній Україні
28 травня 1993 року у школі відкрито кімнату-музей Богдана Лепкого. На урочистостях був гість із Чикаго (США), племінник поета доктор Роман Смик. З того часу кімнату-музей відвідали гості їз США, Польщі, Австралії, Франції, делегації вчителів та учнів з багатьох областей України. На базі кімнати-музею проведено першу і другу обласні науково-практичні конференції присвячені 123-й та 124-й річниці від дня народження Богдана Лепкого.
11 листопада 1994 року школі присвоєно ім'я Богдана Лепкого.
1999 року у школі відкрито музей Стрілецької і Повстанської слави.

## Сучасність
Кількість учнів: 1084.
Кількість педагогів: 85.

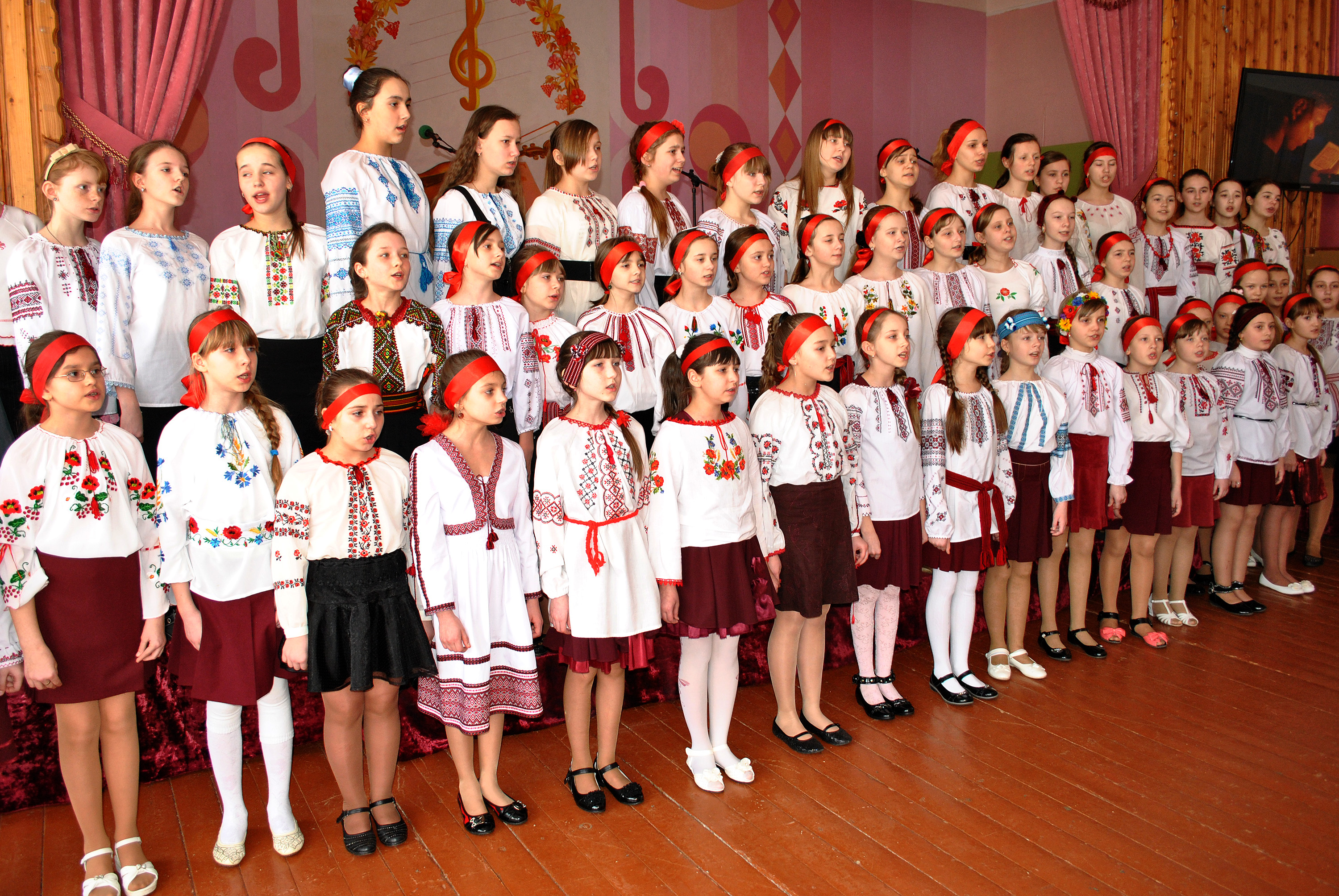
Учнівський хор Тернопільської ЗОШ № 14 на міському етапі обласного дитячого фестивалю-конкурсу духовної пісні «Гімн Богу», присвяченого 1030-річчю від дня народження Антонія Печерського, який відбувся 20-21 березня 2013 в актовому залі Тернопільської ЗОШ № 19.

У бібліотеці є 47000 книг, брошур, журналів, у тому числі 18500 підручників, 16 найменувань періодичних видань.
У школі є фізкультурний зал, їдальня, майстерні з обробки металу, сучасний танцювальний зал європейського рівня.
Навчання проводиться у дві зміни.

## Погруддя Богдана Лепкого
Біля входу в школу встановлено погруддя Богдана Лепкого.

## Педагогічний колектив
Директори
- Складанюк Микола Васильович — 1967—1989,
- Тернопільський Олег Йосипович — від 1989—2017
- Добровольська Оксана Михайлівна — від 2018

## Відомі випускники
- Віталій Курилович (1973—2014) — український військовик, майор, почесний громадянин Тернополя.